# Oratorio di San Salvatore (Roncello)
L'oratorio di San Salvatore si trova a Roncello, in via Manzoni. Fu usato prima del 1851, anno del complemento della chiesa parrocchiale, come unico luogo di culto per i roncellesi insieme alla dismessa chiesa della corte della Badia. Anche se è di datazione incerta si può far risalire al circa al 1775.
Don Camillo Casati, parroco di Roncello, nel 2015, l'ha fatto ristrutturare così portando alla luce le decorazioni originali del 1700 che sono state rivalorizzate. L'unico intervento "non conservatore" è stata la decisione di rifare la pavimentazione ormai dismessa davanti all'oratorio.